# Killer Instinct Gold
Killer Instinct Gold és un videojoc de lluita del 1996 basat en la màquina recreativa Killer Instinct 2. El joc va ser desenvolupat per Rare i alliberat per Nintendo per la Nintendo 64. Com en altres títols de la sèrie, els jugadors controlen els personatges que lluiten en un pla 2D contra un fons 3D. Els jugadors pressionen els botons per colpejar i expulsar al seu oponent en cadenes de cops successius, coneguts com a combos. Les successions de grans combinacions condueixen a atacs més forts, brutals i estilístics moviments finals anunciats per un locutor. Els personatges—incloent una gàrgola, un ninja i una femme fatale—lluiten en escenaris com ara una jungla o una nau espacial. Killer Instinct Gold inclou els personatges que apareixen a la versió arcade, combos, i entorns 3D pre-renderitzats, però exclou les seves seqüències full-motion video i algunes veus en off a causa de les restriccions del format en cartutx. El llançament Gold afegeix un mode d'entrenament, noves vistes de càmera i audiovisuals millorades.
Rare va ser un promiment desenvolupador de segon per a Nintendo a la dècada dels noranta, i la seva sèrie Killer Instinct es va produir com a associació exclusiva en resposta a la popularitat de Mortal Kombat. Després de l'èxit del port de Killer Instinct del 1995 de la Super Nintendo Entertainment System, Rare va començar una seqüela per a la mateixa plataforma, però va transitar el desenvolupament al seu successor, la Nintendo 64, en la seva inauguració. Gold estava programat com a títol de llançament pel que fa a la nova consola, però es va retardar fins al llançament nord-americà el novembre de 1996. Va ser llançat a altres regions el maig de 1997. Gold va ser posteriorment inclòs a la recopilació de 2015 de Rare per la Xbox One, Rare Replay.
Els revisors van preferir el port de Nintendo 64 més enllà de la versió arcade, i van apreciar les seves millores audiovisuals, però van observar que les seves actualitzacions gràfiques i la jugabilitat basada en la memorització de combos era insuficient en comparació amb jocs de lluita com Tekken 2 i Virtua Fighter 2. Els crítics van recomanar Gold principalment per als fans de la sèrie i el gènere, però IGN va informar que fins i tot els fans estaven molestats pels canvis en el sistema de combo i per l'absència de diversos personatges esperats. Gold finalment no va replicar l'èxit del predecessor de Super NES, i la sèrie es va mantenir latent a través de la seva adquisició de 2002 per Microsoft fins el seu reinici el 2013.

## Per a més informació
- «To Reality and Beyond: Nintendo’s 1994 Steps Toward Next-Gen - Feature». Nintendo World Report, 10-09-2014. [Consulta: 9 agost 2017].